# Canuschiza minuta
Canuschiza minuta är en skalbaggsart som beskrevs av Marc Lacroix 1999. Canuschiza minuta ingår i släktet Canuschiza och familjen Melolonthidae. Inga underarter finns listade.